# Valencia (pokrajina)
Valencia (valencijski: València) je španjolska provincija na istoku zemlje, na istoku autonomne zajednice Valencijske Zajednice.
U pokrajini živi 2.548.898 stanovnika (1. siječnja 2014.), a prostire se na 10.763 km². Glavni grad pokrajine je Valencia.